# Eletrosfera
Eletrosfera, também chamada de nuvem eletrônica, é a região externa do átomo onde se localizam os elétrons. Ela é dividida em sete camadas que recebem as letras K, L, M, N, O, P e Q de acordo com a distância entre ela e o núcleo, sendo a K a mais próxima e menos energética e a Q a mais afastada e mais energética.
Em 1913, o físico dinamarquês Niels Bohr, baseando-se em trabalhos anteriores, propôs que os elétrons giravam ao redor do núcleo em camadas eletrônicas ou níveis de energia. Também afirmou que estes não ganham nem perdem energia ao movimentar-se em sua camada. Porém, os elétrons podem ganhar energia e saltar para uma camada mais externa, passando os seus respectivos átomos a serem classificados como estado excitado. Quando os elétrons voltam para sua camada original, liberam a energia adquirida anteriormente na forma de fótons, que liberam  energia luminosa.